# 第5太陽周期
第5太陽周期（だいごたいようしゅうき、Solar cycle 5）は、1755年に太陽黒点の活動が記録され始めてから5番目の太陽活動周期である。1798年4月から1810年7月まで12年3ヶ月続いた。月平均の平滑化太陽黒点数の最大は82.0個（1805年2月）であり、最小（周期開始時）は5.3個であった。
この周期はダルトン極小期内にあり、月平均の最大個数である82.0個という値は、過去2番目に少ない（過去最小は第6太陽周期の81.2個）。

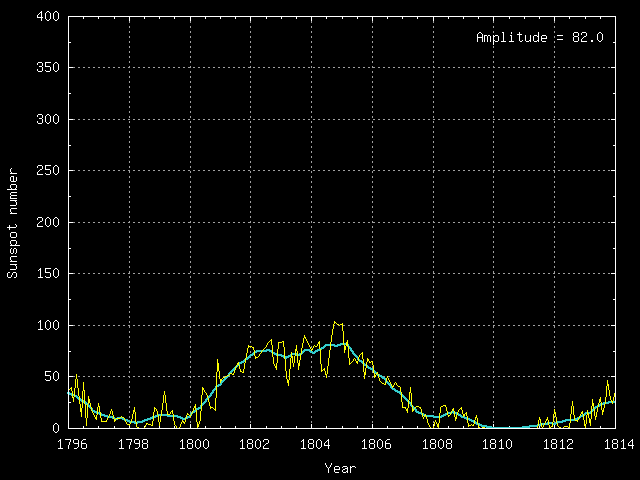
黄色い線は月平均の黒点数、青い線は平滑化された黒点数を表す